# Odin Sphere
Odin Sphere (オーディンスフィア  Ōdin Sufia?) är ett 2D-actionrollspel utvecklat av Vanillaware och utgivet av Atlus till Playstation 2 i maj 2007. Spelet berättar de sammankopplande berättelserna om fem olika huvudpersoner. Odin Sphere anses vara en andlig uppföljare till spelet Princess Crown från 1997, och tar inspiration från den nordiska mytologin liksom övriga västerländska sägen. Square Enix utgav senare spelet i Europa och Australien i mars 2008.
Odin Sphere innehåller fem berättelser. Huvudpersonen i varje berättelse är ansluten till kungligheten på vart och ett av fem stridande nationer i världen Erion. Var och en av dessa huvudpersoner bär en "Psypher", ett vapen med en stor kristall med förmågan att absorbera "Phozons", energignistor som frigörs när något (såsom en fiende) dödas. Dessa fem våningar lappar och samtrafik, och huvudpersonen i en berättelse kan vara antagonist annan.
En HD-remake, med titeln Odin Sphere Leifthrasir (オーディンスフィア レイヴスラシル Ōdin Sufia Reivusurashiru?, stiliserat som Odin Sphere Leifþrasir), släpptes i Japan till Playstation 3, Playstation 4 och Playstation Vita den 14 januari 2016. Den kinesisk/koreanska versionen släpptes i april 2016, och de amerikanska och europeiska versionerna släpptes i juni 2016.